# チャールズ・コンヴァース

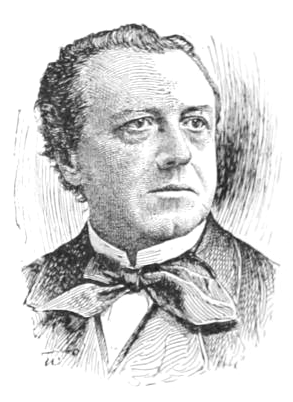
チャールズ・コンヴァース

チャールズ・クローザット・コンヴァース（Charles Crozat Converse 1832年10月7日  - 1918年 10月18日） アメリカ合衆国の弁護士だが、ドイツ留学時代（1855-1859）に音楽理論と作曲を修めたアマチュアの作曲家である。

## 生涯
1855年から1859年まで、ドイツのライプツィヒ音楽学校で作曲法を専攻する。米国に帰国後アルバニ大学法学部を卒業した。ペンシルベニアのエリーで弁護士をしながら作曲をした。1895年にラザフォード大学が法学博士号を贈った。作曲家としては、二つの交響曲、二つのオラトリオ、管弦楽曲、室内楽曲、合唱曲等を書いた。

## いつくしみ深き
現在は、ホワイト・スピリチュアル様式の賛美歌≪慈しみ深き友なるイエスは What a Friend We Have in Jesus ≫のみによって、世界的に有名である。この旋律は日本では、賛美歌から文部省唱歌の旋律に転用され、≪星の界（よ）≫（作詞：杉谷代水）≪星の世界≫（作詞：川路柳虹）などの名で親しまれている。
この曲は、ジョセフ・スクライヴィンの"What A Friend We Have in Jesus"のために作曲され、 1870年にSilver Wings,1870に初めて発表された。アイラ・サンキーらの編集のGospel Hymns and Sacred Songs,1875に掲載されて、全米に広がった。